# فرانسیسکو آکورسیوس
فرانسیسکو آکورسیوس (Accursius)همچنین به عنوان: فرانچسکو آکورسو شناخته می‌شود.Accursius

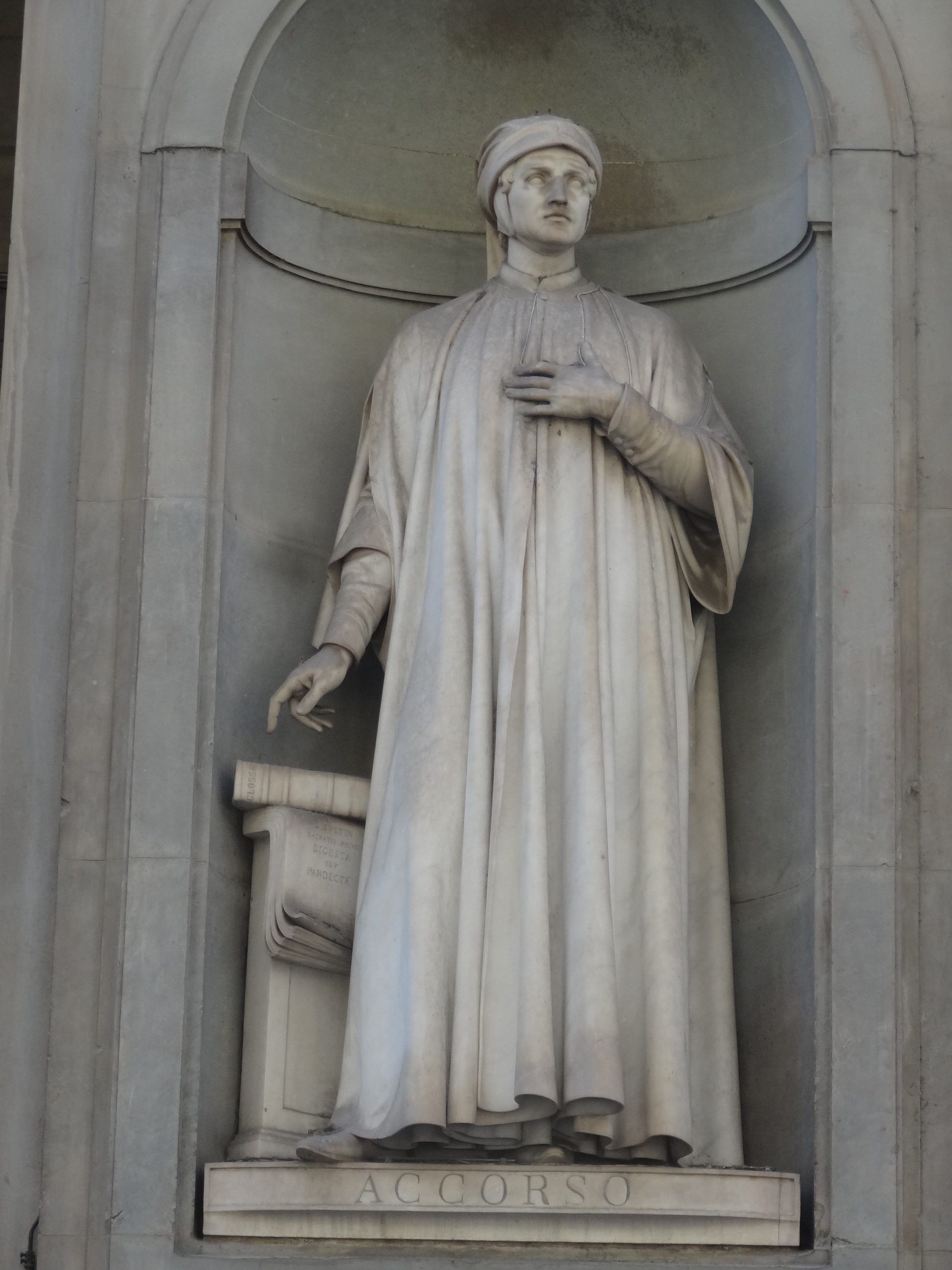

فرانسیسکو آکورسیوس (زاده حدود ۱۱۸۲، باگنولو، توسکانی [ایتالیا] - درگذشته حدود ۱۲۶۰، بولونیا)
محقق حقوقی ایتالیایی و حقوق‌دان برجسته قرن سیزدهم بود که مسئول نوسازی حقوق روم بود. وی آخرین نفر از مجموعه‌ای از حقوقی (حاشیه‌نویسان) مجموعه حقوق روم توسط ژوستینیانوس بود.
آکورسیوس استاد دانشگاه بولونیا ، مرکز پیشرو برای مطالعات حقوقی آن زمان، به بسیاری از آثار حقوقی رومی‌ها که در قرن یازدهم از راونا آورده شده بود، دسترسی داشت، زمانی که مؤسسه در بولونیا برای اولین بار به عنوان دانشکده حقوق تأسیس شد. این شرایط آکورسیوس را قادر ساخت تا کتاب معتبر را گردآوری کند Glossa ordinaria، همچنین Glossa magna («جلای بزرگ»؛ ۱۲۲۰–۱۲۵۰) نیز نامیده می‌شود، که تا کنون از جلال دانشمندان پیشین پیشی گرفته است که آن آثار منسوخ شده‌اند. این اثر مجموعه ای جامع از حاشیه نویسی در مورد گردآوری قوانین روم توسط ژوستینیان بود که از لغت‌های قبلی پیشی گرفت و آنها را منسوخ کرد. برای ۵۰۰ سال بعد، Glossa of Accursius مکملی ضروری برای متون حقوق روم باقی ماند. و برای توسعه قوانین حقوقی اروپایی از جمله قانون مدنی فرانسه در قرن ۱۹ تأثیر گذاشت . 
فعالیت های وی:
کار اوحقوق روم را در دوره رنسانس به یک دوره آموزشی محبوب تبدیل کرد. تفاسیر آکورسیوس از حقوق روم همچنین بر توسعه قوانین حقوقی بعدی اروپایی، از جمله کد ناپلئون و یا قانون مدنی فرانسه، که در اوایل قرن نوزدهم وضع شد، تأثیر گذاشت.
چالش‌های اصلی فرانسیس چه بود؟
آکورسیوس در مطالعات حقوقی‌اش شامل کار پیچیده گردآوری و ترکیب تعداد زیادی از حاشیه‌نویسی‌های مربوط به حقوق روم بود که توسط محققان قبلی انجام شده بود. هدف آکورسیوس به عنوان یک واژگان حقوقی، ایجاد مجموعه‌ای جامع و معتبر از این حاشیه‌نویسی‌ها، معروف به Glossa ordinaria یا Glossa magna بود. این امر مستلزم آن بود که او را به دقت سازماندهی و تفسیر کند که لغات موجود، که اغلب آکادمیک بودند و مستقیماً برای نیازهای حقوقی عملی آن زمان قابل استفاده نبودند. علاوه بر این، آکورسیوس باید اطمینان حاصل می‌کرد که کارش مرتبط و معتبر باقی می‌ماند، و شکاف بین بحث‌های نظری حقوق روم و سیستم‌های حقوقی در حال تکامل در اروپا را پر می‌کرد، به ویژه با گسترش روابط تجاری و نیاز به چارچوب‌های حقوقی پیشرفته تر.

## چگونه آکورسیوس بر سیستم‌های حقوقی تأثیرگذار است؟
فرانسیسکو آکورسیوس به‌طور قابل توجهی بر سیستم‌های حقوقی مدرن از طریق کار خود در حقوق روم تأثیر گذاشت. آکورسیوس با گردآوری Glossa ordinaria یا Glossa magna مجموعه ای جامع و معتبر از حاشیه نویسی در مورد گردآوری حقوق روم توسط ژوستینیان ارائه کرد. این اثر قرن‌ها به یک مرجع ضروری برای محققان و دست‌اندرکاران حقوق تبدیل شد و به‌طور مؤثری شکاف بین اصول حقوقی روم باستان و نیازهای حقوقی در حال تکامل اروپا را پر کرد. تفاسیر و سازماندهی آکورسیوس از حقوق روم زمینه را برای مطالعه آن در دوران رنسانس فراهم کرد و بر توسعه قوانین حقوقی اروپا تأثیر گذاشت. به‌طور قابل توجهی، کار او بر قانون ناپلئون یا قانون مدنی فرانسه، که در اوایل قرن نوزدهم تصویب شد، تأثیر گذاشت، که به عنوان الگویی برای بسیاری از سیستم‌های حقوقی مدرن عمل کرد. انتشار کار او از طریق دانشگاه بولونیا همچنین به گسترش اصول حقوقی رومی در سراسر اروپا کمک کرد و بر فرآیندهای حقوقی و محتوای تفکر حقوقی تأثیر گذاشت

## منبع
1. ↑  "Franciscus Accursius Facts | Britannica". www.britannica.com (به انگلیسی). Retrieved 2024-12-23.
2. ↑  "Franciscus Accursius Facts | Britannica". www.britannica.com (به انگلیسی). Retrieved 2024-12-23.
3. ↑  "کد ناپلئون". ویکی‌پدیا، دانشنامهٔ آزاد. 2023-10-18.
4. ↑  "Roman law | Influence, Importance, Principles, & Facts | Britannica". www.britannica.com (به انگلیسی). 2024-12-09. Retrieved 2024-12-24.
5. ↑  "دانشگاه بولونیا". ویکی‌پدیا، دانشنامهٔ آزاد. 2024-06-27.